# Митрополича вежа (Новгородський дитинець)
Митрополича вежа (рос. Митрополичья башня) — циліндрична вежа Новгородського дитинця, пам'ятка військово-оборонної архітектури XV століття. Башта кругла в плані, глуха (не проїзна), діаметр 13,6 м, товщина стін — 3,1 м, висота стін — 16,3 м, бутові фундаменти закладені на глибину 3,5 м. Зведена в 1484-1499 рр., можливо на старій основі. Вінчає вежу десятиметровий намет, відновлений за описами XVII століття. Стіни вежі звернені до рову, прорізані трьома ярусами склепінних бійниць XV століття. Яруси вежі розділені дерев'яними помостами, сполученими системою сходів.

## Розташування
Вежа розташована в північно-західній частині Кремля, на території Владичного двору. З зовнішньої сторони вежа розташована над глибоким ровом.

## Історія
Дві круглі кремлівські вежі — Митрополича і Федоровська, сильно відрізняються від інших веж Дитинця, задумані і споруджені Євфимієм II як складова частина Архієпископського палацу, що примикав до башт і кріпосної стіни з боку Владичного (Митрополичого) двору. Обидві вежі охороняли Владичний двір із заходу і півночі.
У джерелах XVII століття вежу позначали по-різному: «кругла» (1626), «кругла проти митрополичого двору» (1649), «червона кругла». В цей час всі стіни і вежі Кремля були вибілені вапном, а Митрополича вежа єдина залишилася облицьована цеглою. На її стіні вченими були виявлені шведські написи XVII століття, коли місто було в облозі шведів. Усталена останнім часом назва вежі — Митрополича, введена в кінці XIX століття В. С. Передольским.
Вежа неодноразово ремонтувалася і реставрувалася, у квітні 1914 року реставраційною комісією було рекомендовано відремонтувати фундамент і облицювання, але через початок Першої світової війни ці роботи не були проведені. Під час Великої Вітчизняної війни башта, на відміну від інших споруд дитинця, майже не отримала пошкоджень. У 1956 році за проектом А. В. Воробйова і Н. С. Кривуліної вежа була реставрована у формах XV століття, але в 1974 році у вежі сталася пожежа, яка знищила внутрішні дерев'яні перекриття. В даний час вежа використовується як склад.

## Культурна спадщина
30 серпня 1960 року постановою Ради Міністрів РРФСР № 1327 «О дальнейшем улучшении дела охраны памятников в РСФСР» ансамбль Новгородського кремля прийнятий під охорону як пам'ятка державного значення.
У 1992 році Рішенням ювілейного засідання Комітету Всесвітньої спадщини ЮНЕСКО архітектурний ансамбль Новгородського кремля включений в Список Всесвітньої спадщини.